# Лидман, Сара

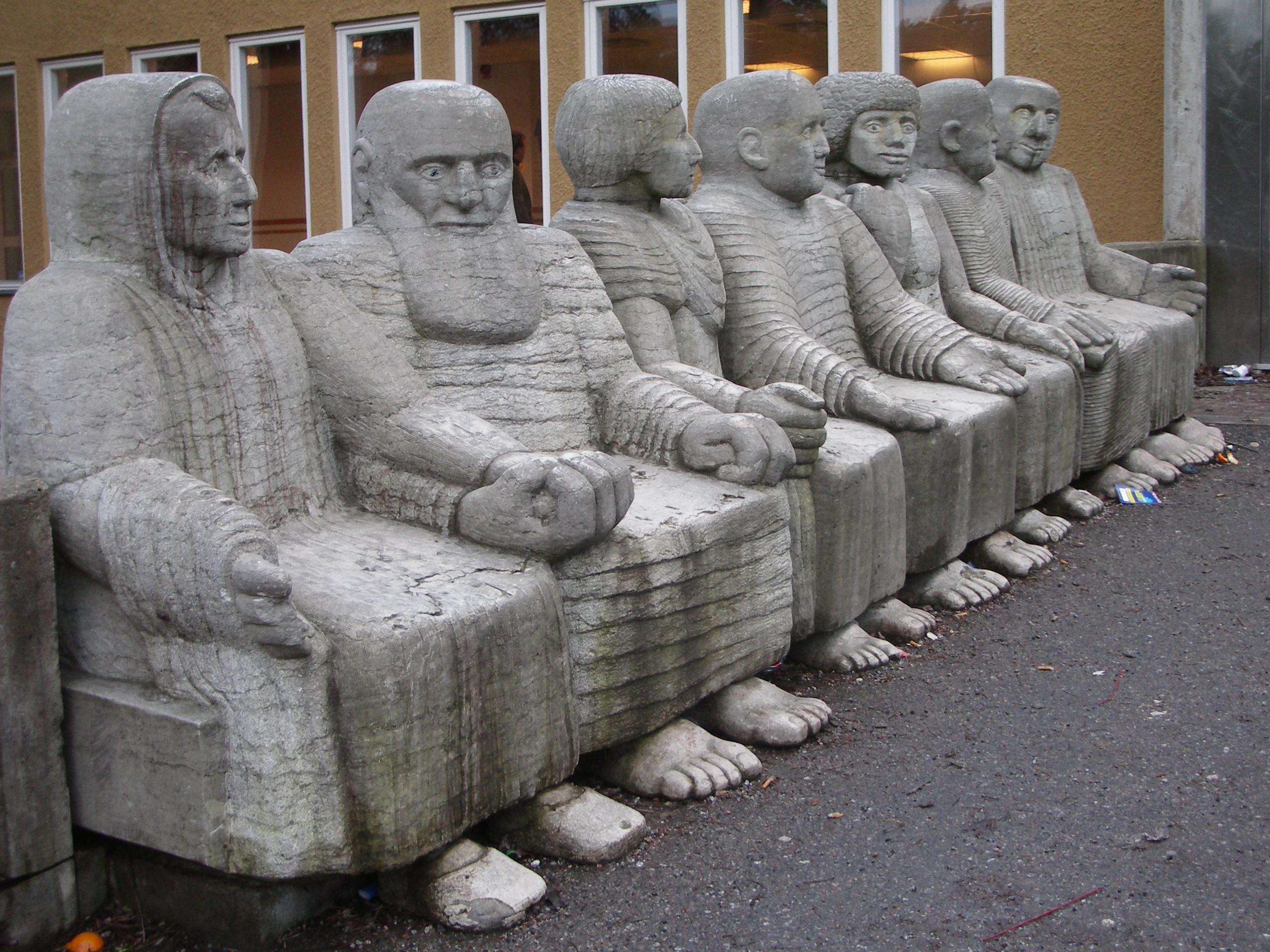
Сару Лидман (третья слева) как одну из известных персон изобразила художница Пия Энгстрём в своей скульптурной композиции «После купели», установленной в Стокгольме, возле Вестерторпсбодета.

Сара Адела Лидман (швед. Sara Adela Lidman, 30 декабря 1923, Миссентреск, Вестерботтен, Швеция — 17 июня 2004, Умео, Швеция) — шведская писательница, журналистка, драматург и критик.

## Жизнеописание
Сара Лидман родилась на севере Швеции, у Андреаса и Энны Лидман. В этой семье было ещё две дочери — Лисбет и Тура. После подготовительных классов Сара в 1931 году пошла в неполную среднюю школу, которую закончила в 1936 году. В 1937—1938 годах училась в дополнительных, в старших классах средней школы. С 1940 по 1942 заочно получала образование в Хермудском институте корреспонденции и 29 мая 1942 года сдала выпускной экзамен.
В 1942—1944 Сара Лидман училась в практической школе в Марианнелунде, сдала выпускной экзамен 7 июня 1944 года. В 1945 она поступила в Уппсальский университет, затем из-за болезни была вынуждена прервать обучение и в 1948 году начала учиться в Лундском университете. В 1949 Сара получила степень кандидата философии в первом из этих учебных заведений и до 1952 года училась во втором. Специализировалась, в частности, на французском языке и литературе (летом 1947 прошла языковую практику в Гренобле), на норвежском языке и литературе (1950, 1951) и на педагогике (1952).
Ещё в студенческие годы Сара Лидман подрабатывала работая библиотекарем. Получив в 1952 полное высшее образование, в следующем году она дебютировала романом «Смоляная долина» и с тех пор регулярно печаталась, получала литературные премии, публиковалась в масс-медиа и сотрудничала с театрами и Шведским радио. В 1965, 1972, 1974, 1979 и 1995 годах писательница посещала Вьетнам и результатом этого посещения стали статьи и их сборники, отмеченные протестом против вмешательства США в Индокитай. Помимо написания статей против такой политики, она выступала как участница Трибунала Рассела-Сартра и активный член политической группировки «Левые 68 года». Её знали как человека, который горячо агитирует и упорно добивается желаемого. В 1960 году Лидман поехала в Южно-Африканский Союз, чтобы «встретить новых людей и найти новые проблемы». Там её обвинили в нарушении расовых законов (сохранился задокументированный допрос) и в следующем году заставили уехать из страны. В 1963 Лидман боролась с расизмом уже в Кении. В конце 1960-х она поддерживала горняков-забастовщиков Кируны и других рудников. Впоследствии перешла от коммунистических взглядов на умеренные и занялась охраной окружающей среды. Уже перед смертью писательница выступила против войны в Ираке. Такую деятельность Сары Лидман и свою совместную жизнь с ней во второй половине 1950-х описал Ивар Лу-Юханссон в романе «Голубая дева».
В 1955—1963 годах писательница принадлежала к членам литературной академии «Общество Девяти» и заседала в кресле № 8. С 1975 года и до самой смерти она проживала в своем родном доме в Миссентреске.

## Творчество
В 1953 году Сара Лидман дебютировала романом «Смоляная долина», в котором изобразила будни села Экстреск поэтическим языком, который основывается на северо-шведских диалектах и библейских текстах. «Край морошки» (1955) — это широкое эпическое описание бедного вестерботтенского сообщества лесоводов. Романы «Ростки под дождём» (1958) и его продолжение «Носить омелу» (1960) отмечаются психологическим реализмом с символистическими оттенками. В 1960-х годах этическая проблематика получила политическую окраску. В романах «Я и мой сын» (1961) и «С пятью алмазами» (1964) говорится о расовой дискриминации.
Своими репортажами «Встречи в Ханое» (1966), «Рудник. Картина Удда Урбума» (1968), «Наземные и подземные друзья» (1969) и «Птицы в Намдине» (1972) Лидман приняла участие тогдашних спорах на социально-политические вопросы, став на сторону левого социалистического крыла и развивая тему солидарности с бедняками и эксплуатируемыми. В романе «Твой слуга слушает» (1977) писательница вернулась к циклу о жизни в Вестерботтене и описала колонизацию Севера Швеции в 1870-х годах. То было первое произведение в так называемом «Железнодорожном эпосе», который состоит из пяти частей: «Дитя гнева» (1979, отмеченный Литературной премией Северного Совета), «Камень Набота» (1981), «Удивительный человек» (1983) и «Железная корона» (1985). В них сильно и убедительно синтезированы провинциальное и универсальное средствами своеобразной поэтической прозы. Главным героем этих произведений выступает Дидрик Мортенссон — крестьянин, который благодаря своей настойчивости и целеустремленности добился власти в этой местности. Энтузиаст железной дороги, он считает её средством преодолеть изолированность поселения от остального мира. В конце концов его обвиняют в злоупотреблениях и по иронии судьбы везут в тюрьму одним из первых поездов, которых он так предвкушал. В этом цикле многое взято из истории рода Сары Лидман. Последним из серии вышел в свет роман «Минута невиновности» (1999).
Личный архив Сары Лидман хранится в исследовательском архиве библиотеки университета Умео. Её многочисленные пьесы не дождались публикации и до сих пор находятся в состоянии рукописей и машинописей. Некоторые из них в своё время транслировались по радио и телевидению.

## Произведения

### Проза
- Tjärdalen (1953) — «Смоляная долина», роман
- Hjortronlandet (1955) — «Край морошки», роман
- Regnspiran (1958) — «Ростки под дождём», роман
- Bära mistel (1960) — «Носить омелу», роман
- Jag och min son (1961) — «Я и мой сын», роман
- Jag och min son (1963) — «Я и мой сын», роман, переработанная версия
- Med fem diamanter (1964) — «С пятью алмазами», роман
- Din tjänare hör (1977) — «Твой слуга слушает», роман
- Vredens barn (1979) — «Дитя гнева», роман
- Nabots sten (1981) — «Камень Набота», роман
- Den underbare mannen (1983) — «Удивительный человек», роман
- Järnkronan (1985) — «Железная корона», роман
- Lifsens rot (1996) — «Корень смысла жизни», роман
- Oskuldens minut (1999) — «Минута невиновности», роман

### Журналистика
- Samtal i Hanoi (1966) — «Встречи в Ханое», репортаж
- Gruva. Bild Odd Uhrbom (1968) — «Рудник. Картина Удда Урбума», сборник интервью
- Gruva. Bild Odd Uhrbom (1969) — «Рудник. Картина Удда Урбума», расширенная версия
- Vänner och u-vänner (1969) — «Наземные и подземные друзья», сборник статей
- Fåglarna i Nam Dinh (1972) — «Птицы в Намдине», статьи про Вьетнам
- Varje löv är ett öga (1980) — «Каждый листок око», сборник статей
- …och trädet svarade (1988) — «…и дерево ответило», сборник статей
- Kropp och skäl (2003) — «Тело и душа», различные статьи

### Драматургия
- Marta Marta (1970) — «Марта-Марта»
- Пьеса на материале «Ростков под дождём». Рукопись. Не поставлена. 1950-е годы
- Job Klockmakares dotter — «Дочка часовщика Иова». Машинопись, поставлена в городском театре Гётеборга (1954, 1955), в театрах «Рикстеатерн» (1956) и «Каммартеатерн» (1956)
- Aina — «Айна». Рукопись, поставлена в Королевском драматическом театре и в городском театре Гётеборга (1956, 1957), а также в «Рикстеатерне» (1960)
- De vilda svanarna — «Дикие лебеди». Машинопись инсценировки сказки Андерсена. Перевод на немецкий Фреда Эльма и Сары Лидман. Поставлена на телевидении силами театров «Кларатеатерн» (1971, 1972), «Тренделаг театер» (1975, 1976) и «Рикстеатерн» (1979)
- Balansen och Skogen — «Равновесие и лес». Поставлен в театре «Данстеатер» (1975)
- Din tjänare hör, Vredens barn — «Твой слуга слушает», отрывки из романа «Дитя гнева». Для театральной постановки обработали Лейф Сундберг и Сара Лидман. Готовилась для театра «Норрботтенстеатерн» (1981)
- Hästen och tranan — «Конь и журавль». Машинопись. Поставлена и передана на телевидение силами театров «Вестерботтенстеатерн» (1983), «Норрботеттенстеатерн» и других
- Järnkronan — «Железная корона». Машинопись. Поставлена не менее чем в двух версиях (1987)

## Книги о Саре Лидман
- Birgitta Holm. Sara Lidman : i liv och text, 1998, isbn 91-0-056670-5, Finn boken
- Lina Sjöberg. Genesis och Jernet : ett möte mellan Sara Lidmans Jernbaneepos och bibelns berättelser, 2006, isbn 91-7844-727-5, Finn boken

## Награды и отличия
- 1953 — Литературная премия газеты «Свенска Дагбладет»
- 1956 — Медаль BMF
- 1956 — Писательская премия педагогического общества школ для взрослых
- 1957 — Стипендия Книжной лотереи
- 1961 — Премия Доблоуга
- 1964 — Литературная премия газеты «Мы»
- 1968 — Большая поощрительная литературная премия
- 1977 — Большая премия «Общества Девяти»
- 1980 — Литературная премия Северного Совета (за роман «Дитя гнева»)
- 1985 — Литературная премия Сельмы Лагерлёф
- 1985 — Премия Доблоуга
- 1986 — Большая литературная поощрительная премия за роман
- 1987 — Медаль Хеденвинда
- 1991 — Премия «Аниара»
- 1992 — Премия Ивара Лу
- 1993 — Премия Харри Мартинсона
- 1993 — Премия Херарда Боннира
- 1996 — Премия Мои Мартинсон
- 1997 — Медаль Литературы и исксств
- 1998 — Премия Стига Шёдина
- 1998 — Премия Сикстена Хеймана
- 1999 — Pilotpriset
- 1999 — Шведская премия по риторике
- 2001 — Личная премия Ивара Лу-Юханссона

## Почести
- Звание почетного доктора философии Университета Умео (1978)
- Звание профессора — 1999
- В 2009 именем Сары Лидман названа улица в Стокгольме[10]